# Kukitxa
Kukitxa (茎茶), o te de branquillons, també conegut com a bōcha (棒茶), és una mescla japonesa feta de tiges, pecíol, i branquillons. El kukucha es pren com a te verd o fent un processament més oxidant. Kukicha un sabor i una aroma únic entre tes, a causa de la seva composició amb parts de la planta del te que s'exclouen en d'altres tes.
El "kukicha" prové usualment de collites produïdes a sentxa o Matcha. Quan prové de Gyokuro, pren el nom de Karigane (雁ヶ音 / かりがね) o Shiraore (白折 / しらおれ).
excluded